# CANDU-reaktor
CANDU (Canadian deuterium-uranium) är en typ av kärnreaktor för kärnkraftverk, vilken använder tungt vatten som moderator. Den har mycket god neutronekonomi vilket gör det möjligt att använda låganrikat eller till och med oanrikat, naturligt uran som bränsle. Då anrikning är en kostsam process ger det besparingar i kostnader för bränsle, vilket får ställas mot kostnader för tungt vatten och en i vissa avseenden mer komplicerad konstruktion. 

Konceptskiss över en CANDU-reaktor: Primärkretsen är färgad i gult och orange, den sekundära i blått och rött. Det svala tunga vattnet i reaktorhärden kan ses i rosa, bredvid delvis-införda avstängningsstavar.

| 1 | Bränsleknippe                                                      | 8  | Bränslebytesmaskiner                          |
| 2 | "Calandria" (reaktorhärd)                                          | 9  | Moderator av tungt vatten                     |
| 3 | Styrstavar                                                         | 10 | Trycktub                                      |
| 4 | Tryckhållare med tungt vatten                                      | 11 | Ånga till ångturbin                           |
| 5 | Ånggenerator som överför värme från primärkrets till sekundärkrets | 12 | Matarvatten i retur från turbin och kondensor |
| 6 | Matarvattenpump med lättvatten                                     | 13 | Reaktorinneslutning gjord av förspänd betong  |
| 7 | Cirkulationspump för primärkrets med tungt vatten                  |    |                                               |

## Konstruktion
CANDU-reaktorns konstruktion påminner om tryckvattenreaktorn genom att den har en primärkrets där vatten under högt tryck passerar genom en reaktorhärd och värms upp utan att börja koka. Det heta vattnet passerar sedan en ånggenerator där värme överförs till en sekundärkrets vars vatten lämnar ånggeneratorn som ånga.
Reaktordelen består av en stor tank, en så kallad calandria, som är fylld med tungt vatten. Genom calandrian löper ett stort antal trycksatta tuber som innehåller uranbränsle och cirkulerande tungt vatten som värms upp vid passagen genom calandrian. Jämfört med lättvatten ("vanligt vatten") så är tungt vatten en effektiv moderator med liten infångning av neutroner. De låga neutronförlusterna gör att en CANDU-reaktor, jämfört med lättvattenreaktorer, kan drivas med uran med lägre anrikning eller till och med naturligt, oanrikat uran. 
Då naturligt uran är mer "utspätt" med avseende på den klyvbara isotopen U-235 så blir förbrukningen av uran typiskt cirka sju gånger högre i en CANDU-reaktor än i en lättvattenreaktor och gör det i praktiken nödvändigt att ha en konstruktion som medger bränslebyte under drift.
CANDU-reaktorer använder två oberoende, snabbverkande säkerhetssystem för avstängning. Avstängningsstavar penetrerar härden vertikalt och skjuts in i härden vid nödstopp från säkerhets-systemet. Ett sekundärt stoppsystem inbegriper injektion av gadoliniumnitratlösning av högt tryck direkt in i lågtrycksmoderatorn.

### ACR - Advanced CANDU reactor
Advanced CANDU reactor (ACR), är en vidareutveckling av CANDU-reaktorn, där primärkretsen har lättvatten istället för tungt vatten. Detta ger en enklare konstruktion, bättre ångdata och termisk verkningsgrad, men med sämre neutronekonomi vilket kräver bränsle med låganrikat uran istället för naturligt uran.
Reaktortypen är (2023) ännu inte färdigutvecklad och några reaktorer har ännu inte byggts.

## Bränslecykler

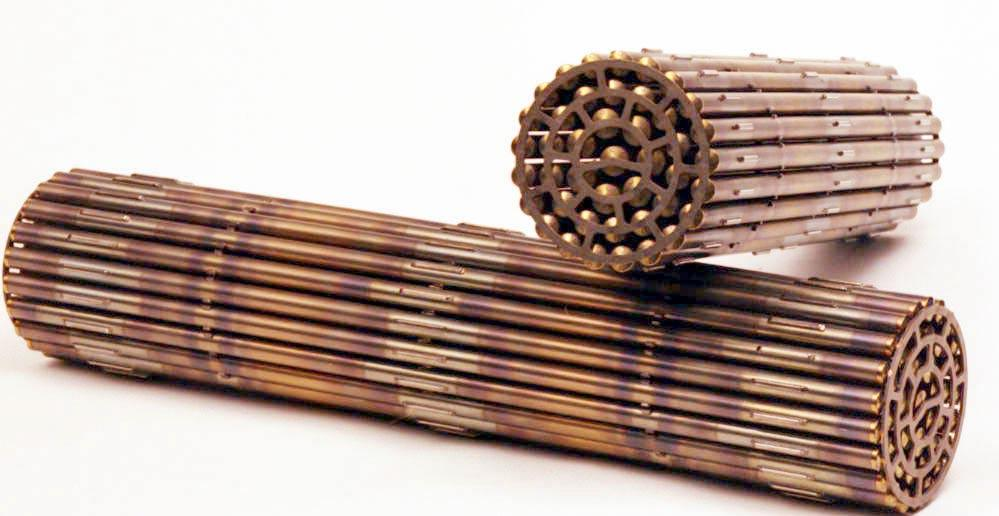
Två CANDU bränsleknippen: Cirka 50 cm långa och 10 cm i diameter alstrar de omkring 1 GWh elektricitet under sin tid i reaktorn. Foto Atomic Energy of Canada Limited.

Jämfört med lättvattenreaktorer, så har en tungvatten-design god neutronekonomi. Detta gör att CANDU-konceptet har möjlighet att "bränna" ett antal olika kärnbränslen, bland annat MOX-bränsle bestående av en blandning av naturligt uran och plutonium.
Detta kan vara ett sätt att ta hand om plutonium vid skrotning av gamla kärnvapen, att konvertera stridsspetsar till bränsle och bränna detta i en CANDU-reaktor.
Plutonium kan också återvinnas vid upparbetning av använt kärnbränsle. Även här består detta vanligen av en blandning av isotoper som inte är attraktiva för användning i vapen, och kan användas som bränsle i en MOX-utformning för att reducera mängden kärnavfall som måste tas om hand.

## Reaktorer
Reaktortypen har exporterats till flera länder. I mars 2025 var 45 reaktorer aktiva i sex olika länder, 9 reaktorer är undre uppbyggnad i två länder och 7 reaktorer är permanent stängda i tre länder.
| Land      | Aktiva | Stängda | Konstruktion | Ref.   |
| --------- | ------ | ------- | ------------ | ------ |
| Kanada    | 19     | 5       |              | [ 5 ]  |
| Sydkorea  | 3      | 1       |              | [ 6 ]  |
| Kina      | 2      |         |              | [ 7 ]  |
| Indien    | 18     |         | 6            | [ 8 ]  |
| Argentina | 1      |         |              | [ 9 ]  |
| Rumänien  | 2      |         | 3            | [ 10 ] |
| Pakistan  |        | 1       |              | [ 11 ] |